# Mac OS X 10.3
Mac OS X 10.3 (codenaam: Panther) is de vierde versie van het Mac OS X besturingssysteem van Apple. Het werd gelanceerd op 24 oktober 2003 en kostte € 129 (net zoals de andere Mac OS X-versies). Er was ook een family pack verkrijgbaar voor € 199, wat toestond dat het besturingssysteem op maximaal vijf computers geïnstalleerd werd.

## Systeembenodigdheden
- Ondersteunde computers: Power Mac G3, G4, G5, iMac, eMac, PowerBook G3 (enkel met het bronzen toetsenbord) of G4, iBook G3 of G4
- Hoeveelheid RAM nodig: 128 MB
- Hoeveelheid schijfruimte nodig: 1,5 GB

De systeembenodigdheden van Panther zijn hoger dan het voorgaande Jaguar, aangezien het niet installeert op computers zonder USB poort. Dit betekent dat de beige Power Mac G3 en de "Wall Street" PowerBook G3 geen Mac OS X 10.3 Panther kunnen draaien. Tijdens de installatie controleert het installatie-programma op USB, dus op deze oudere computers faalt de installatie. Echter met behulp van software als XPostFacto kan men dit omzeilen.

## Nieuwe functionaliteit
Volgens Apple bevat Panther 150 nieuwe technologieën en programma's vergeleken met de vorige versie, waaronder:
- Finder: Een nieuwe interface, met een "geborsteld metaal" uitvoering, zoals in de programma's QuickTime, iTunes, iCal, iSync, ...
- Snelle gebruikerswisseling: Met snelle gebruikerswisseling kunnen meerdere gebruikers gelijktijdig ingelogd zijn, waarbij het mogelijk is dynamisch te wisselen tussen de verschillende gebruikers. Op de modernere systemen wordt het overschakelen geanimeerd door middel van een draaiende kubus.
- Exposé: Hiermee schept men snel overzicht om een bepaald venster te vinden, alle vensters te verbergen en het bureaublad te onthullen of juist alle open vensters gelijktijdig te tonen door vensters te verkleinen waar nodig. Eventuele animaties of video's blijven lopen wanneer Exposé actief is.
- Faxen: ondersteuning in het besturingssysteem ingebouwd
- Zip: ondersteuning in het besturingssysteem ingebouwd
- X11: ondersteuning in het besturingssysteem ingebouwd
- TextEdit: ondersteuning voor Microsoft Word (*.doc) bestanden
- Microsoft Windows: sterk verbeterde compatibiliteit
- Beveiliging: Met FileVault kan de thuismap beveiligd worden door middel van encryptie
- Xcode: Drastisch versnelde compileer tijden voor software-ontwikkelaars met GCC 3.3
- iChat AV: software voor professionele video-conferenties
- PDF: sneller inladen en maken van PDF-bestanden
- Documentlabels: Toevoegen van labels aan een document of bestand met een keuze uit 7 kleuren
- Pixlet: ingebouwde ondersteuning voor de Pixlet High Definition Video-codec

## Versiegeschiedenis
| Versie | Build | Datum            | Opmerkingen |
| ------ | ----- | ---------------- | ----------- |
| 10.3.0 | 7C107 | 24 oktober 2003  |             |
| 10.3.1 | 7B85  | 10 november 2003 |             |
| 10.3.2 | 7D24  | 17 december 2003 |             |
| 10.3.3 | 7F44  | 15 maart 2004    |             |
| 10.3.4 | 7H63  | 26 mei 2004      |             |
| 10.3.5 | 7M34  | 8 augustus 2004  |             |
| 10.3.6 | 7R28  | 5 november 2004  |             |
| 10.3.7 | 7S215 | 15 december 2004 |             |
| 10.3.8 | 7U16  | 9 februari 2005  |             |
| 10.3.9 | 7W98  | 15 april 2005    |             |